# Magskär
Magskär är en ö i Åland (Finland). Den ligger i Skärgårdshavet och i kommunen Vårdö i landskapet Åland, i den sydvästra delen av landet. Ön ligger omkring 38 kilometer nordöst om Mariehamn och omkring 240 kilometer väster om Helsingfors.
Öns area är 27,3 hektar och dess största längd är 0,7 kilometer i sydöst-nordvästlig riktning.